# 若桜藩
若桜藩（わかさはん）は、因幡国八東郡（現在の鳥取県八頭郡若桜町）周辺を領した藩。

## 藩史
豊臣政権時代は木下重堅が若桜城主であったが、慶長5年（1600年）の関ヶ原の戦いで西軍に属し、敗戦とともに自害した。
慶長6年（1601年）、摂津国三田藩より山崎家盛が3万石で入封して立藩した。2代・家治は元和3年（1617年）備中国成羽藩に転封となった。以後鳥取藩領となる。
元禄13年（1700年）に鳥取藩の支藩として同じ地に鳥取西館新田藩が立藩した。以後は鳥取藩の項目を参照。
明治元年（1868年）、第10代藩主の池田徳定は若桜陣屋を置いたため、鳥取西館新田藩は若桜藩と呼ばれるようになった。
明治3年（1870年）、若桜藩は鳥取藩に合併されて廃藩となった。

## 歴代藩主
山崎家
3万石、外様（1601年 - 1617年）
1. 家盛
2. 家治

池田家
2万石、外様（1868年 - 1870年）
1. 徳定